# رومن متانیر
رومن متانیر (انگلیسی: Romain Métanire؛ زادهٔ ۲۸ مارس ۱۹۹۰) بازیکن فوتبال اهل فرانسه است.
از باشگاه‌هایی که در آن بازی کرده‌است می‌توان به باشگاه فوتبال مینه‌سوتا یونایتد، باشگاه فوتبال کورتریک، باشگاه فوتبال استاد رنس، و باشگاه فوتبال متس اشاره کرد.
وی همچنین در تیم ملی فوتبال ماداگاسکار بازی کرده‌است.